# Pont du Pertuiset
Le pont du Pertuiset est un pont suspendu franchissant la Loire au niveau de la commune d'Unieux, dans le département de la Loire. Il permet de communiquer entre la vallée de l'Ondaine et Saint-Maurice-en-Gourgois. Son véritable nom est le pont du Bicentenaire de la Révolution (Pertuiset étant le nom du lieu-dit situé à quelques mètres du pont).

## Histoire
Il fut construit trois ponts différents permettant de traverser la Loire :
- Le premier était un ouvrage avec des piliers maçonnés et un tablier en bois. Il fut achevé en 1842 par l'architecte M. Letrain. Sa longueur totale était de 106 mètres, sa hauteur de 20 mètres et sa largeur de 2,2 mètres.

Ce pont connut beaucoup de fléaux qui endommagèrent à plusieurs reprises les piliers. Il fut ouvert en 1842 avec un péage.
Dans les années 1930 les chargements qui traversaient ce pont furent de plus en plus lourds. Le pont ondulait sous le poids.
- Le deuxième pont fut construit en 1932. Les anciens piliers furent conservés, enrobés et surélevés avec du béton armé. Le tablier fut remplacé par un tablier métallique.

Après de nombreuses visites de contrôle, on découvrit que ce pont était très fragile surtout lors des périodes froides.
- La construction d'un troisième pont, en béton et en acier, fut alors décidée en 1987 quelques mètres plus loin du premier. C'est un pont à haubans, avec un seul pylône de 48 mètres de haut, qui permet de traverser la Loire sur 132 mètres de long. Le nouveau pont fut inauguré en 1989.